# Nicolas Fatio de Duillier
Nicolas Fatio de Duillier, född 16 februari 1664 i Basel, död 10 maj 1753 i Worcester, var en framträdande vetenskapsman under det sena 1600-talet.

## Gärning
Fatio de Duillier var främst matematiker och är som sådan mest känd för sitt arbete inom zodiakalljus och för att ha spelat en roll i tvisten mellan Leibniz och Newton om den matematiska analysen. Han var dessutom upphovsmannen bakom Le Sages gravitationsteori.
Fatio de Duillier blev medlem av Royal Society 1688. 
Skönlitterärt förekommer han i Neal Stephensons The Baroque Cycle.